# ماير ليمان
ماير ليمان (بالإنجليزية: Mayer Lehman) هو شخصية أعمال وتاجر أمريكي، ولد في 9 يناير 1830 في Rimpar ‏ في ألمانيا، وتوفي في 21 يونيو 1897.